# Kazimierz Przerwa-Tetmajer
Kazimierz Przerwa-Tetmajer   (Ludźmierz, 12 de febrer de 1865 - Varsòvia, 18 de gener de 1940) fou un poeta, periodista, dramaturg i novel·lista polonès, representant del moviment de la Jove Polònia, mig germà del pintor polonès Włodzimierz Tetmajer

## Biografia
Va néixer com a fill d'Adolf Tetmajer i la seva segona esposa, Julii z Grabowskich. Va fer els seus estudis de secundària a Cracòvia, on s'havia mudat amb la seva família el 1883. En els anys 1884-1886 va estudiar a la Facultat de Filosofia de la Universitat Jagellònica.
Va debutar el 1886 amb el poema "Illa", però probablement el seu debut real fou una història breu titulada Rekrut (el text de la qual s'ha perdut). El 1888 Tetmajer va guanyar un premi literari per un poema en honor de Mickiewicz, i un any més tard, per una poema en honor de Kraszewski. En els anys 1888-1893 va treballar amb el setmanari "Tygodnik Ilustrowany" i el diari "Kurier Warszawski" a Varsòvia, i amb el diari Czas a Cracòvia. Publicà vuit sèries de Poezji, les més valuoses de les quals van ser la segona (1894), la tercera (1898) i la quarta (1900). La poesia romàntica de Tetmajer es corresponia a la decadentista i bohèmia Jove Polònia.
En viure durant la seva joventut a Ludźmierz, va poder conèixer Podhale, Spiš, Liptov i els Tatra. Entre els anys 1881–1891 va fer diversos viatges a la serralada dels Tatra, amb el seu germà, Franciszek Henryk Nowicki, Karol Potkański, Michał Kirkor, Klemens Bachleda, Tadeusz Boy-Żeleński, Janusz Chmielowski, Jerzy Żuławski. El 1892 va participar en la primera ascensió al Bradavica i al Kupola. A més, junt amb Tadeusz Boy-Żeleński i guies van fer la primera ascensió al Furkotský štít de la que es té notícia, pels volts del 1889-1893. Després de 1896, a causa de problemes de salut, ja no pujà els cims dels Tatres, sinó que passejava per les valls dels Tatres i també per Podhale. El 1902, els escaladors van batejar com a pas de Tetmajer, el pas entre Gerlachovský štít i Zadný Gerlach, i la Societat Tatra de Polònia el va nomenar membre honorari.
Atret pel folklore de muntanya, va escriure la sèrie d'històries Na skalnym Podhalu, i a més, l'epopeia de Tatra Legenda Tatr, que consta de dues parts: Maryna z Hrubego i Janosik Nędza Litmanowski.

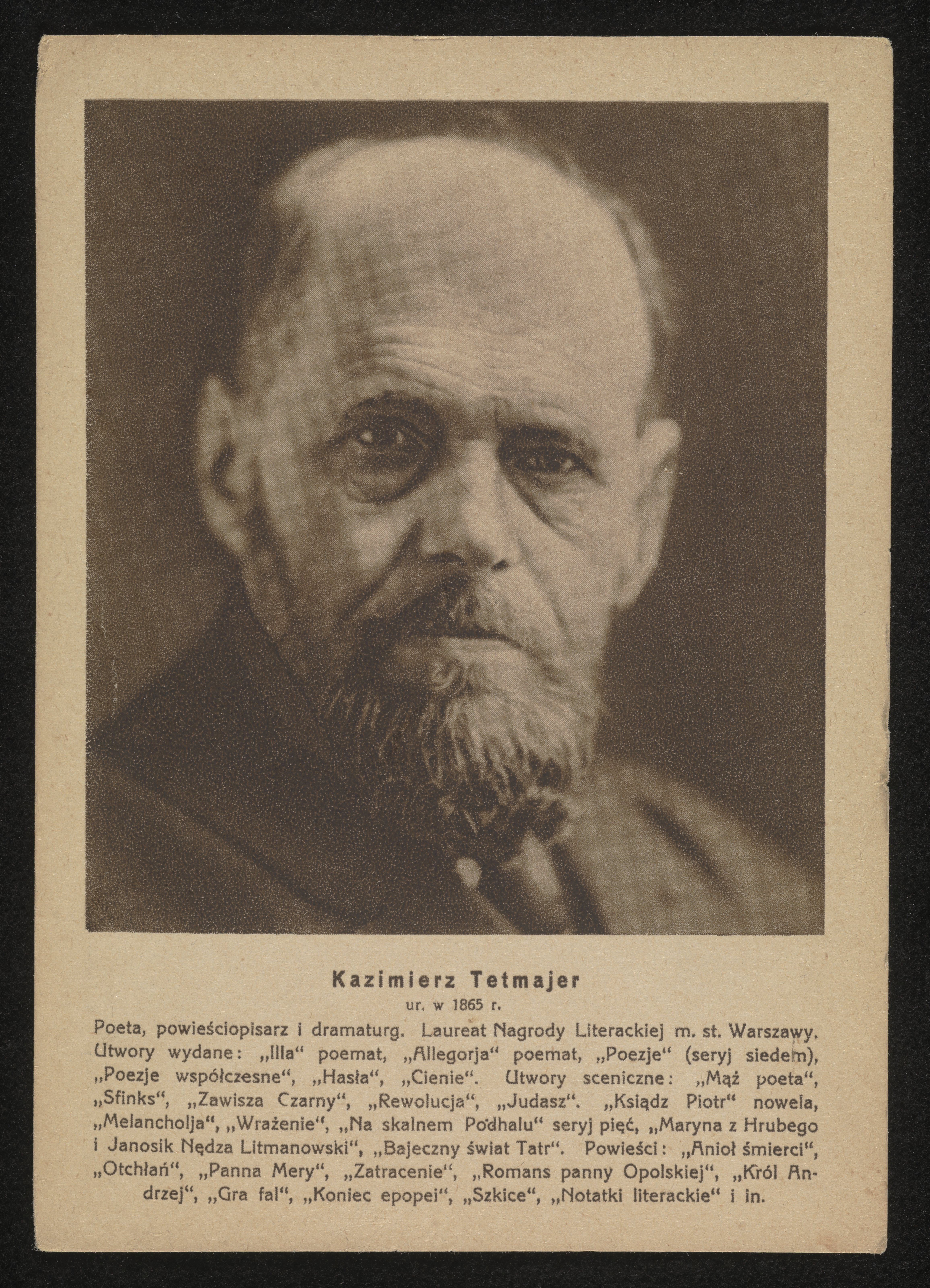
Kazimierz Przerwa-Tetmajer, targeta postal, 1933

El 1896 es va traslladar a Heidelberg per a treballar com a secretari personal d'Adam Krasiński. Va viatjar per Itàlia, Suïssa, França i Alemanya.. Després de la Primera Guerra Mundial va viure a Cracòvia, Zakopane, finalment es va instal·lar definitivament a la capital. En els anys 1918-1919 es va interessar pels conflictes fronterers polonesotxecoslovacs sobre la frontera entre les muntanyes Tatra i el Podtatrze i va participar en els preparatius del plebiscit a Spiš i Orava; va escriure un fullet sobre aquest tema titulat O Spisz, Orawę i Podhale (1919). Va ser president de l'Associació d'Escriptors i Periodistes Polonesos (1921) , el 1928 va ser guardonat amb el premi literari de la ciutat de Varsòvia, i el 1934 es va convertir en membre honorari de l'Acadèmia Polonesa de Literatura . El 1931 va celebrar el seu quarantè cinquè aniversari, i el 1937 el seu cinquantè aniversari.

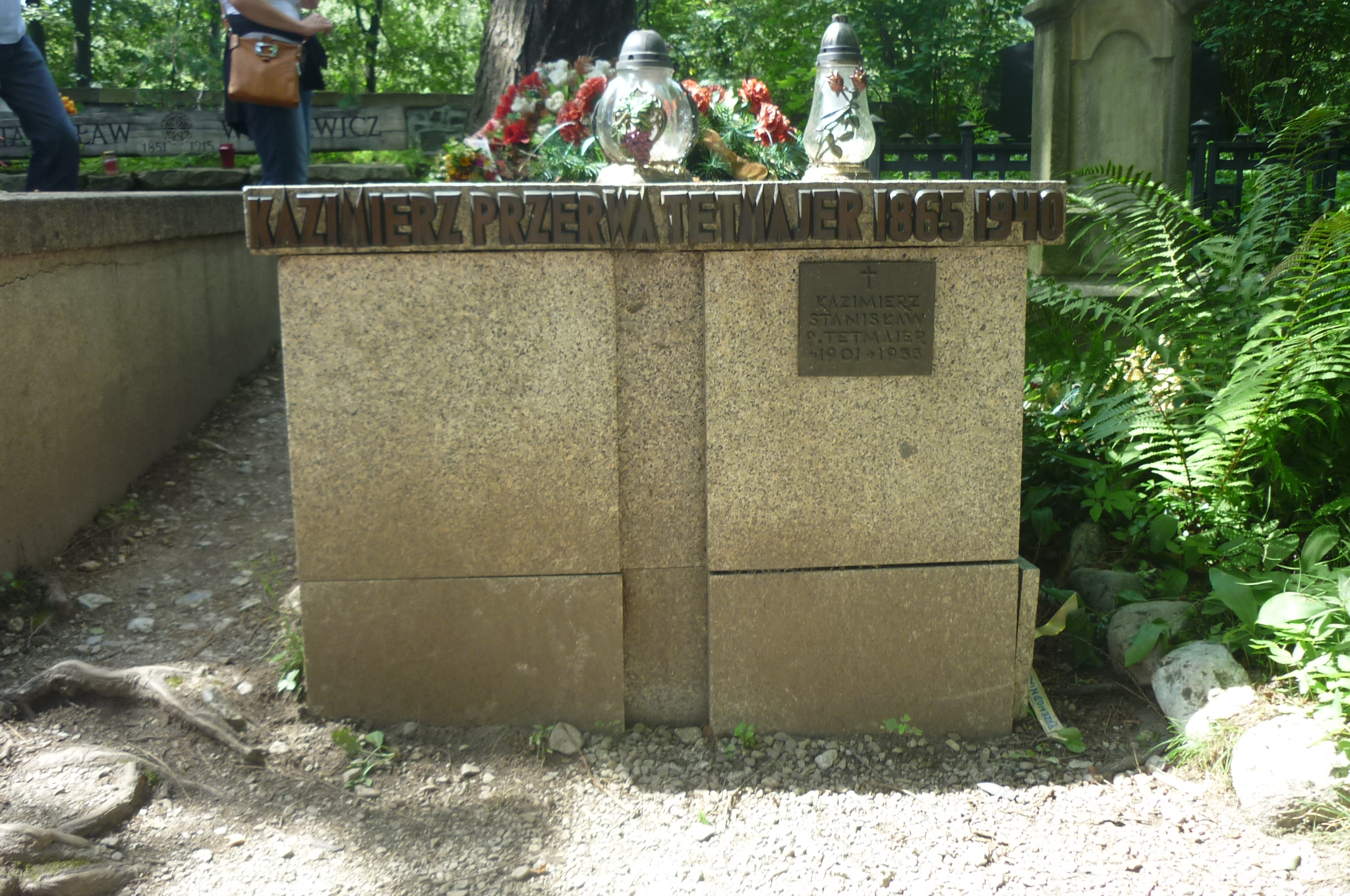
Tomba de Kazimierz Przerwa-Tetmajer a Pęksowy Brzyzku

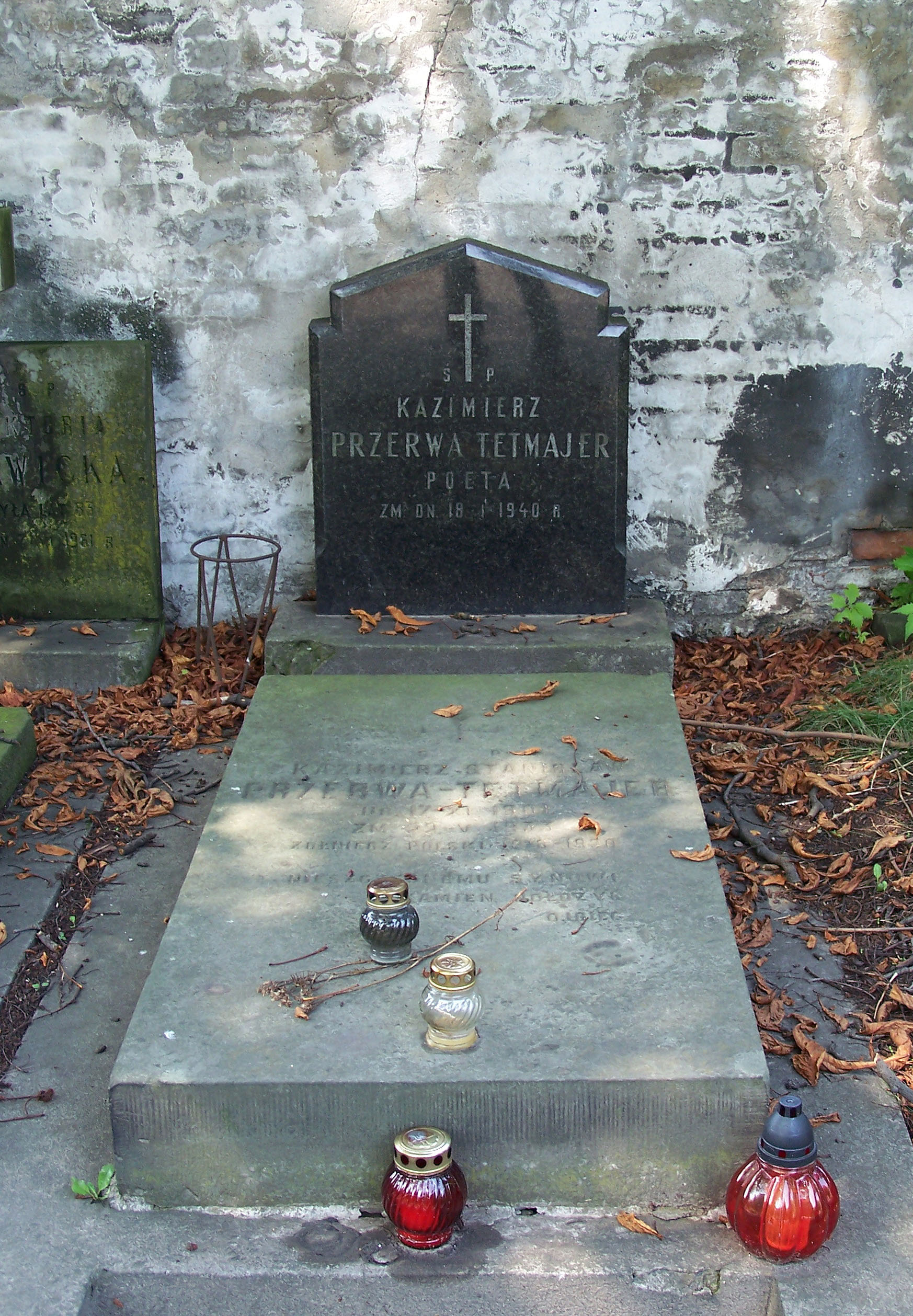
Tomba simbòlica de Przerwy-Tetmajer a Stary Powązki

A causa del deteriorament del seu estat de salut (pèrdua de visió i empitjorament de la seva malaltia mental, com a resultat d'una sífilis), va haver de retirar-se de la vida social i la creativitat literària. Va poder subsistir gràcies a la dedicació social i les pensions, finançades a partir de 1925 per la ciutat de Bydgoszcz. El gener de 1940 fou traslladat des de l'Hotel Europejski fins al departament quirúrgic de l'Hospital del Nen Jesús de Varsòvia, on va morir el 18 de gener. La causa de la mort (tal com es va poder comprovar a l'autòpsia) fou una neoplàsia a la pituïtària, anèmia i insuficiència circulatòria. Va ser sepultat després, segons els seus desitjos, a la tomba del seu fill al Cementiri Powązki de Varsòvia. Actualment, descansa al Cementiri dels Honorats de Pęksowy Brzyzku a Zakopane.
Era el mig germà de Włodzimierz Tetmajer, i per part de la seva mare, Julię z Grabowskich, cosina de Tadeusz Boy-Żeleński.
Tot i que va estar compromès diverses vegades (entre d'altres amb Laurą Rakowską, a la qual va dedicar el poema A kiedy będziesz moją żoną), mai no es va casar. Va tenir un fill il·legítim amb una actriu desconeguda, anomenat Kazimierz Stanisław, a qui durant alguns anys, fins al 1906, no li va confessar. Més tard, va començar a buscar el desenvolupament dels talents del seu fill, però aquest, que havia caigut en l'alcoholisme i estava infectat amb una malaltia venèria, es va suïcidar als 33 anys. Tetmajer va tenir un parell d'anys de romanç amb Marią Palider, que va servir com a model per a Maryna Legendy Tatr (Llegenda de les Muntanyes Tatra).
Kazimierz Przerwa-Tetmajer va contribuir enormement al debut literari de Władysław Orkan. No només va imprimir el „Nowel”, sinó que va escriure un preàmbul entusiasta i elogis per a l'autor, que era deu anys més jove que ell.

## Creació literària
Przerwa-Tetmajer va escriure set col·leccions de poesia abans de la Primera Guerra Mundial. És especialment conegut pels seus treballs sobre les muntanyes de Tatra. Almenys un dels seus poemes, Kriváň, Alt Kriváň! (Krywaniu, Krywaniu wysoki!) sovint es pren per una cançó popular autèntica i va ser acreditat com a tal en un disc de folk-rock anomenat 1972 per Skaldowie. Segons Barry Keane de The Warsaw Voice:
Przerwa Tetmajer va ser principalment un poeta líric que va articular el dolor de part del modernisme a la fi de segle, però serà recordat millor pel seu vers eròtic i per poemes que evocaven les seves estimades muntanyes de Tatra. Es va trencar amb les subtileses d'edat i les simplicitats comunes a la poesia amorosa i va escriure sobre l'amor en termes francs i provocatius. El poeta, alhora, va atreure enormes elogis de legions de lectors i grans acusacions de depravació d'altres sectors ... al final del segle xix.
Esbossos
- O żołnierzu polskim, 1795–1915
- Notatki literackie
- Aforyzmy
- Bajeczny świat Tatr
- Na śmierć Henryka Sienkiewicza

Contes i relats curts
- Ciclul de povestiri Na Skalnym Podhalu
- Ksiądz Piotr
- Rzeźbiarz Merten
- Pan
- Tryumf
- U krawca Baczakiewicza w kuchni (del cicle W czas wojny),
- Pan Kapciuszyński(del cicle W czas wojny)

Novel·les
- Anioł śmierci
- Panna Mery
- Otchłań
- Zatracenie
- Król Andrzej(també coneguda com a Księżniczka Metella)
- Gra fal
- Legenda Tatr
- Romans panny Opolskiej z panem Główniakiem
- Koniec epopee

Drames
- Sfinks
- Zawisza Czarny
- Mąż-poeta
- Rewolucja
- Judasz

Entre els seus poemes més populars es troben:
- Widok ze Świnicy do Doliny Wierchcichej (al volum „Poemes. Segona sèrie”)
- Melodia mgieł nocnych (al volum „Poemes. Segona sèrie”)
- Anioł Pański (al volum „Poemes. Tercera sèrie”)
- Lubię, kiedy kobieta (al volum „Poemes. Segona sèrie”)
- Hej Krywaniu Krywaniu wysoki! (al volum Na Skalnym Podhalu)
- Mów do mnie jeszcze(existeixen dues versions: una al cicle Preludia – Poezje. Seria druga, i la segona al cicle Gra słów – Poezje. Seria trzecia),
- Prometeusz (al volum „Poemes. Segona sèrie”),
- Zacisza (al volum „Poemes. Segona sèrie”),
- Koniec wieku XIX
- Patryota (publicada amb el pseudònim Szylkret)
- Wyspa umarłych

Altres obres:
- Poemes: Illa (1886) i Alegoria (1887)
- Z wielkiego domu (1908)
- Eleonora. Trójhymn duchów smętnych przez Fosforycznego Skalderona (Cracòvia, 1895)
- Jęk Ziemi. Pantologia Dekadentów Polskich zebrana przez dra Juliana Pogorzelskiego (Cracòvia, 1895)
- Melancholia (Varsòvia, 1899),
- Wrażenia (Varsòvia, 1902)
- Volums de poesia: Hasła (1901), Poezje współczesne (1906), Cienie (1916)